# Чемпіонат світу з хокею із шайбою 2008
Чемпіонат світу з хокею із шайбою 2008 — 72-й чемпіонат світу з хокею із шайбою, який проходив в період з 2 травня по 18 травня 2008 року в канадських містах Галіфакс та Квебек.
Це перший чемпіонат у Північній Америці після чемпіонату у Колорадо-Спрінгс 1962 року та взагалі перший чемпіонат світу у Канаді. Цього року Міжнародна федерація хокею із шайбою відзначала сторічний ювілей, а Квебек 400-річчя.

## Регламент змагань
Згідно з регламентом змагань, на попередньому етапі 16 команд були поділені на 4 групи по 4 збірні, в яких змагалися за круговою системою. Команди, що посіли перші три місця в групі проходили у кваліфікаційний раунд. Останні команди в групах припиняли боротьбу за нагороди і потрапляли до втішного раунду, де змагалися за право залишитися на наступний рік в найсильнішому дивізіоні чемпіонатів світу.
У кваліфікаційному раунді 12 команд змагалися в двох групах (по 6 в кожній). Після ще трьох поєдинків на даному етапі, чотири перші команди в кожній групі потрапляли до чвертьфіналу. Інші чотири колективи припиняли участь в чемпіонаті.
Пари чвертьфіналістів утворювалися за наступним принципом: лідер однієї з кваліфікаційних груп грав з четвертою командою другої кваліфікаційної групи, 2-га — з 3-ю, 3-тя — з 2-ю і т. д. Переможці потрапляли до півфіналу, де розігрували путівку у фінал. Команди, що поступилися у півфінальних протистояннях грали матч за третє місце. А переможні 1/2 фіналу розігрували звання чемпіонів світу.
У випадку, якщо в основний час матчу зафіксована нічия грають додаткові 5 хвилин (овертайм) до першої закинутої шайби у форматі 4 × 4. Якщо додатковий час не виявить переможця, то команди пробивають серію з 3 штрафних кидків (булітів). Якщо після 3 буллітів нічия, то пробиваються додаткові пари буллітів до першого різного результату (тобто до ситуації, коли одна команда свій булліт забила, а інша — ні). За перемогу в основний час команда отримує 3 очки, за перемогу в овертаймі чи за буллітами 2 очки; за поразку в овертаймі чи за буллітами 1 очко, за поразку в основний час 0 очок.

## Арени чемпіонату
| Квебек                                                                                                  | Галіфакс |
| --- | --- |
| «Колізей Пепсі» 46°49′51″ пн. ш. 71°14′47″ зх. д. / 46.83083° пн. ш. 71.24639° зх. д. Місткість: 15 176 | «Галіфакс Метро Центр» 44°38′54″ пн. ш. 63°34′36″ зх. д. / 44.64833° пн. ш. 63.57667° зх. д. Місткість: 10 595 |
| | |

## Команди-учасниці
| Група A                                   | Група B                            | Група C                                         | Група D                          |
| ----------------------------------------- | ---------------------------------- | ----------------------------------------------- | -------------------------------- |
| - Швеція - Швейцарія - Білорусь - Франція | - Канада - США - Латвія - Словенія | - Фінляндія - Словаччина - Норвегія - Німеччина | - Чехія - Росія - Італія - Данія |

## Судді
ІІХФ обрала 16 головних суддів для забезпечення судійства на чемпіонаті світу 2008. Список суддей наступний:
| В'ячеслав Буланов Маркус Віннеборг Данні Курманн Крістер Ларкінг Рік Лукер Мілан Мінарж Петер Орзаг Самі Партанен | Гі Пелерін Даніель Піхачек Олександр Поляков Брент Рейбер Юрі Петтері Ронн Кріс Саваж Томас Стернс Ріхард Шутц |

## Попередній раунд

### Група A
Результати
| 3 травня 2008 |

| Білорусь | 5–6      | Швеція |
| --- | -------- | --- |
| Віктор Костючонок — 18:32 Сергій Заделенов — 22:58 Олексій Угаров — 23:45 Олександр Журик — 35:57 Дмитро Мелешко — 41:18 | Протокол | 03:59 — Магнус Юханссон 12:18 — Ніклас Бекстрем 26:23 — Патрік Хорнквіст 37:51 — Роберт Нільссон 43:41 — Патрік Хорнквіст 50:32 — Рікард Валлін |

| «Колізей Пепсі», Квебек Глядачів: 9,204 Арбітр: Самі Партанен Юрі Ронн |

| 3 травня 2008 |

| Швейцарія                                                               | 4–1      | Франція         |
| ----------------------------------------------------------------------- | -------- | --------------- |
| Роман Вік — 08:18 Жюльен Шпрунгер — 16:54 Бартші — 23:01 Санніц — 40:31 | Протокол | 39:59 — Дерозьє |

| «Колізей Пепсі», Квебек Глядачів: 9,367 Арбітр: Пелерін Саваж |

| 5 травня 2008 |

| Швейцарія                                       | 2–1      | Білорусь                  |
| ----------------------------------------------- | -------- | ------------------------- |
| Жюльен Шпрунгер — 13:01 Жюльен Шпрунгер — 34:36 | Протокол | 27:34 — Костянтин Кольцов |

| «Колізей Пепсі», Квебек Глядачів: 8,016 Арбітр: Лукер Орзаг |

| 5 травня 2008 |

| Швеція | 9–0      | Франція |
| --- | -------- | ------- |
| Тоні Мортенссон — 28:46 Патрік Хорнквіст — 34:21 Маттіас Вейнгандль — 36:16 Н. Валлін — 39:42 Ніклас Бекстрем — 44:31 Александр Едлер — 47:36 Роберт Нільссон — 49:22 Юнссон — 51:46 Ніклас Бекстрем — 59:35 | Протокол |         |

| «Колізей Пепсі», Квебек Глядачів: 8,845 Арбітр: Піхачек Стернс |

| 7 травня 2008 |

| Швеція                                | 2–4      | Швейцарія                                                                      |
| ------------------------------------- | -------- | ------------------------------------------------------------------------------ |
| Варг — 10:47 Патрік Хорнквіст — 59:01 | Протокол | 00:48 — Патерліні 16:35 — Андрес Амбюхл 45:23 — Тібо Монне 59:53 — Біт Форстер |

| «Колізей Пепсі», Квебек Глядачів: 7,939 Арбітр: Пелерін Юрі Ронн |

| 7 травня 2008 |

| Франція      | 1–3      | Білорусь                                         |
| ------------ | -------- | ------------------------------------------------ |
| Коке — 19:53 | Протокол | 12:57 — Калюжний 27:48 — Угаров 59:15 — Костіцин |

| «Колізей Пепсі», Квебек Глядачів: 8,880 Арбітр: Партанен Саваж |

Підсумкова таблиця
| М  | Збірна    | М | В | ВО | ПО | П | Ш    | О |
| -- | --------- | - | - | -- | -- | - | ---- | - |
| 1. | Швейцарія | 3 | 3 | 0  | 0  | 0 | 10:4 | 9 |
| 2. | Швеція    | 3 | 2 | 0  | 0  | 1 | 17:9 | 6 |
| 3. | Білорусь  | 3 | 1 | 0  | 0  | 2 | 9:9  | 3 |
| 4. | Франція   | 3 | 0 | 0  | 0  | 3 | 2:16 | 0 |

### Група В
Результати
| 2 травня 2008 |

| Канада                                                                          | 5–1      | Словенія             |
| ------------------------------------------------------------------------------- | -------- | -------------------- |
| Гемьюс — 03:45 Хітлі — 20:41 Мартен Сен-Луї — 30:18 Хітлі — 35:07 Хітлі — 50:25 | Протокол | 32:19 — Анже Копітар |

| «Галіфакс Метро Центр», Галіфакс Глядачів: 7,921 Арбітр: Буланов Поляков |

| 2 травня 2008 |

| США                                                         | 4–0      | Латвія |
| ----------------------------------------------------------- | -------- | ------ |
| Браун — 07:21 Кейн — 28:44 Парізе — 47:09 О'Саліван — 51:05 | Протокол |        |

| «Галіфакс Метро Центр», Галіфакс Глядачів: 7,360 Арбітр: Мінарж Шутц |

| 4 травня 2008 |

| Латвія | 0–7      | Канада |
| ------ | -------- | --- |
|        | Протокол | 02:35 — Шарп 03:45 — Грін 12:15 — Хітлі 21:03 — Рік Неш 22:00 — Мартен Сен-Луї 22:42 — Кунітц 32:20 — Рік Неш |

| «Галіфакс Метро Центр», Галіфакс Глядачів: 7,831 Арбітр: Курманн Ларкінг |

| 4 травня 2008 |

| США                                                                               | 5–1      | Словенія             |
| --------------------------------------------------------------------------------- | -------- | -------------------- |
| Кейн — 11:12 Філ Кессел — 26:48 Філ Кессел — 32:41 Бут — 45:05 Філ Кессел — 49:24 | Протокол | 36:36 — Анже Копітар |

| «Галіфакс Метро Центр», Галіфакс Глядачів: 7,056 Арбітр: Рейбер Віннеборг |

| 6 травня 2008 |

| Канада                                                                             | 5–4      | США                                                                      |
| ---------------------------------------------------------------------------------- | -------- | ------------------------------------------------------------------------ |
| Бернс — 08:26 Хітлі — 19:49 Джонатан Тейвз — 20:18 Дерек Рой — 43:29 Хітлі — 59:13 | Протокол | 20:52 — Парізе 23:09 — О'Саліван 45:18 — Браун 46:54 — Джейсон Помінвіль |

| «Галіфакс Метро Центр», Галіфакс Глядачів: 9,192 Арбітр: Буланов Ларкінг |

| 6 травня 2008 |

| Словенія | 0–3      | Латвія                                                        |
| -------- | -------- | ------------------------------------------------------------- |
|          | Протокол | 30:05 — Ніживій 31:24 — Максим Широков 59:32 — Максим Широков |

| «Галіфакс Метро Центр», Галіфакс Глядачів: 9,192 Арбітр: Поляков Шутц |

Підсумкова таблиця
| М  | Збірна   | М | В | ВО | ПО | П | Ш    | О |
| -- | -------- | - | - | -- | -- | - | ---- | - |
| 1. | Канада   | 3 | 3 | 0  | 0  | 0 | 17:5 | 9 |
| 2. | США      | 3 | 2 | 0  | 0  | 1 | 13:6 | 6 |
| 3. | Латвія   | 3 | 1 | 0  | 0  | 2 | 3:11 | 3 |
| 4. | Словенія | 3 | 0 | 0  | 0  | 3 | 2:13 | 0 |

### Група С
| 3 травня 2008 |

| Німеччина   | 1–5      | Фінляндія                                                                   |
| ----------- | -------- | --------------------------------------------------------------------------- |
| Буш — 32:44 | Протокол | 21:09 — Койву 27:26 — Йокінен 40:24 — Койву 42:33 — Хювенен 52:27 — Селянне |

| «Галіфакс Метро Центр», Галіфакс Глядачів: 7,658 Арбітр: Ларкінг Віннеборг |

| 3 травня 2008 |

| Словаччина                                                                               | 5–1      | Норвегія      |
| ---------------------------------------------------------------------------------------- | -------- | ------------- |
| Меліхарек — 09:43 Колнік — 20:15 Петровицький — 27:44 Хосса — 40:07 Подградський — 58:24 | Протокол | 28:43 — Олімб |

| «Галіфакс Метро Центр», Галіфакс Глядачів: 7,096 Арбітр: Курманн Рейбер |

| 5 травня 2008 |

| Фінляндія                                      | 3–2 ОТ   | Норвегія                       |
| ---------------------------------------------- | -------- | ------------------------------ |
| Йокінен — 01:37 Пелтонен — 16:14 Рууту — 61:27 | Протокол | 04:26 — Аск 19:51 — Бастіансен |

| «Галіфакс Метро Центр», Галіфакс Глядачів: 7,190 Арбітр: Мінарж Шутц |

| 5 травня 2008 |

| Словаччина                    | 2–4      | Німеччина                                                  |
| ----------------------------- | -------- | ---------------------------------------------------------- |
| Черний — 29:39 Колнік — 59:56 | Протокол | 06:57 — Штурм 16:05 — Ушторф 38:05 — Хакерт 48:42 — Хакерт |

| «Галіфакс Метро Центр», Галіфакс Глядачів: 7,855 Арбітр: Буланов Поляков |

| 7 травня 2008 |

| Фінляндія                                     | 3–2      | Словаччина                           |
| --------------------------------------------- | -------- | ------------------------------------ |
| Капанен — 02:05 Рууту — 13:00 Селянне — 25:17 | Протокол | 14:14 — Петровицький 18:21 — Ковачик |

| «Галіфакс Метро Центр», Галіфакс Глядачів: 7,262 Арбітр: Курманн Віннеборг |

| 7 травня 2008 |

| Норвегія                                            | 3–2      | Німеччина                     |
| --------------------------------------------------- | -------- | ----------------------------- |
| Хольтет — 34:51 Цуккарелло-Осен — 47:19 Аск — 55:53 | Протокол | 06:37 — Штурм 24:09 — Гогулла |

| «Галіфакс Метро Центр», Галіфакс Глядачів: 7,414 Арбітр: Мінарж Рейбер |

Підсумкова таблиця
| М  | Збірна     | М | В | ВО | ПО | П | Ш    | О |
| -- | ---------- | - | - | -- | -- | - | ---- | - |
| 1. | Фінляндія  | 3 | 2 | 1  | 0  | 0 | 11:5 | 8 |
| 2. | Норвегія   | 3 | 1 | 0  | 1  | 1 | 6:10 | 4 |
| 3. | Німеччина  | 3 | 1 | 0  | 0  | 2 | 7:10 | 3 |
| 4. | Словаччина | 3 | 1 | 0  | 0  | 2 | 9:8  | 3 |

### Група D
Результати
| 2 травня 2008 |

| Данія                         | 2–5      | Чехія                                                                    |
| ----------------------------- | -------- | ------------------------------------------------------------------------ |
| Лассен — 00:31 Гансен — 18:03 | Протокол | 08:00 — Врбата 13:39 — Коталик 24:35 — Врбата 31:31 — Іргл 50:52 — Гейда |

| «Колізей Пепсі», Квебек Глядачів: 8,369 Арбітр: Лукер Стернс |

| 2 травня 2008 |

| Росія | 7–1      | Італія         |
| --- | -------- | -------------- |
| Сьомін — 04:02 Овечкін — 23:39 Морозов — 29:01 Терещенко — 30:12 Сьомін — 31:18 Сушинський — 36:58 Заріпов — 55:38 | Протокол | 51:29 — Ціроне |

| «Колізей Пепсі», Квебек Глядачів: 11,074 Арбітр: Орзаг Піхачек |

| 4 травня 2008 |

| Чехія                                                     | 4–5 ОТ   | Росія                                                                              |
| --------------------------------------------------------- | -------- | ---------------------------------------------------------------------------------- |
| Еліаш — 09:08 Коталик — 12:05 Еліаш — 33:47 Еліаш — 42:51 | Протокол | 03:47 — Зинов'єв 19:59 — Горовиков 27:44 — Морозов 46:47 — Корнєєв 63:10 — Морозов |

| «Колізей Пепсі», Квебек Глядачів: 12,300 Арбітр: Пелерін Саваж |

| 4 травня 2008 |

| Італія                           | 2–6      | Данія                                                                                   |
| -------------------------------- | -------- | --------------------------------------------------------------------------------------- |
| Чіроне — 37:48 Фонтаніве — 47:09 | Протокол | 03:54 — Греен 08:11 — Стаал 10:26 — Гансен 23:31 — Нільсен 50:32 — Дамгорд 56:03 — Дегн |

| «Колізей Пепсі», Квебек Глядачів: 6,838 Арбітр: Партанен Ронн |

| 6 травня 2008 |

| Росія                                                                   | 4–1      | Данія         |
| ----------------------------------------------------------------------- | -------- | ------------- |
| Афіногенов — 10:38 Овечкін — 27:07 С. Федоров — 29:45 Горовиков — 42:47 | Протокол | 57:25 — Стаал |

| «Колізей Пепсі», Квебек Глядачів: 8,609 Арбітр: Лукер Піхачек |

| 6 травня 2008 |

| Чехія                                                                                                   | 7–2      | Італія                             |
| --- | -------- | ---------------------------------- |
| Ерат — 00:41 Врбата — 04:19 Жидлицький — 21:29 Врбата — 30:42 Еліаш — 37:47 Куба — 39:02 Глінка — 43:53 | Протокол | 00:59 — Ансольді 03:06 — Фонтаніве |

| «Колізей Пепсі», Квебек Глядачів: 7,517 Арбітр: Орзаг Стернс |

Підсумкова таблиця
| М  | Збірна | М | В | ВО | ПО | П | Ш    | О |
| -- | ------ | - | - | -- | -- | - | ---- | - |
| 1. | Росія  | 3 | 2 | 1  | 0  | 0 | 16:6 | 8 |
| 2. | Чехія  | 3 | 2 | 0  | 1  | 0 | 16:9 | 7 |
| 3. | Данія  | 3 | 1 | 0  | 0  | 2 | 9:11 | 3 |
| 4. | Італія | 3 | 0 | 0  | 0  | 3 | 5:20 | 0 |

## Втішний раунд

### Серія Франція— Італія
| 9 травня 2008 |

| Франція                                      | 3–2      | Італія                         |
| -------------------------------------------- | -------- | ------------------------------ |
| Й. Трей — 09:09 Амар — 39:30 Бордело — 51:05 | Протокол | 08:00 — Піттіс 59:52 — Гельфер |

| «Колізей Пепсі», Квебек Глядачів: 8,140 Арбітр: Саваж Стернс |

| 10 травня 2008 |

| Італія                                                            | 4–6      | Франція                                                                                      |
| ----------------------------------------------------------------- | -------- | -------------------------------------------------------------------------------------------- |
| Чіроне — 02:49 Сіньоретті — 26:12 Джанноне — 44:14 Піттіс — 56:58 | Протокол | 08:13 — Амар 14:40 — Й. Трей 24:44 — Звікель 41:17 — Дерозьє 45:12 — Й. Трей 51:02 — Бордело |

| «Колізей Пепсі», Квебек Глядачів: 8,504 Арбітр: Лукер Партанен |

Серію виграла Франція 2:0

### Серія Словенія— Словаччина
| 9 травня 2008 |

| Словенія      | 1–5      | Словаччина                                                                            |
| ------------- | -------- | ------------------------------------------------------------------------------------- |
| Робар — 33:20 | Протокол | 02:58 — Петровицький 26:43 — Хосса 30:34 — Подконицький 35:56 — Коллар 36:32 — Черний |

| «Галіфакс Метро Центр», Галіфакс Глядачів: 8,473 Арбітр: Ларкінг Шутц |

| 10 травня 2008 |

| Словаччина                                                              | 4–3 Б    | Словенія                                           |
| ----------------------------------------------------------------------- | -------- | -------------------------------------------------- |
| Колнік — 07:42 Петровицький — 31:25 Вішньовський — 34:02 Піттіс — 56:58 | Протокол | 25:54 — Манфреда 38:39 — Д. Родман 55:05 — Копітар |

| «Галіфакс Метро Центр», Галіфакс Глядачів: 9,156 Арбітр: Мінарж Віннеборг |

Серію виграла Словаччина 2:0

## Кваліфікаційний раунд
Команди, що посіли перші три місця у попередньому раунді переходять у кваліфікаційний раунд. У кваліфікаційному раунді команди поділені на дві групи: команди із груп A і D у групу E, а команди із груп B і C — у групу F.
Команди, що посіли перші чотири місця в обох групах E і F переходять у раунд плей-оф.

### Група E
| Дата      | Збірна    | Збірна    | Результат | Періоди         | Протокол                                                |
| --------- | --------- | --------- | --------- | --------------- | ------------------------------------------------------- |
| 8 травня  | Швеція    | Данія     | 8:1       | (2:0, 2:0, 4:1) | Протокол [Архівовано 3 березня 2016 у Wayback Machine.] |
| 8 травня  | Швейцарія | Чехія     | 0:5       | (0:1, 0:3, 0:1) | Протокол [Архівовано 19 лютого 2014 у Wayback Machine.] |
| 9 травня  | Росія     | Білорусь  | 4:3 (Б)   | (0:2, 1:0, 2:1) | Протокол [Архівовано 19 лютого 2014 у Wayback Machine.] |
| 10 травня | Чехія     | Білорусь  | 3:2 (Б)   | (0:1, 1:0, 1:1) | Протокол [Архівовано 19 лютого 2014 у Wayback Machine.] |
| 10 травня | Росія     | Швеція    | 3:2       | (0:1, 1:1, 2:0) | Протокол [Архівовано 3 березня 2016 у Wayback Machine.] |
| 11 травня | Данія     | Швейцарія | 2:7       | (0:2, 0:3, 2:2) | Протокол [Архівовано 19 лютого 2014 у Wayback Machine.] |
| 11 травня | Швеція    | Чехія     | 5:3       | (0:0, 2:2, 3:1) | Протокол [Архівовано 19 лютого 2014 у Wayback Machine.] |
| 12 травня | Швейцарія | Росія     | 3:5       | (0:3, 0:1, 3:1) | Протокол [Архівовано 19 лютого 2014 у Wayback Machine.] |
| 12 травня | Білорусь  | Данія     | 2:3 (ОТ)  | (0:0, 0:1, 2:1) | Протокол [Архівовано 19 лютого 2014 у Wayback Machine.] |

Підсумкова таблиця
| М | Збірна    | М | В | ВО | ПО | П | Ш       | О  |
| - | --------- | - | - | -- | -- | - | ------- | -- |
| 1 | Росія     | 5 | 3 | 2  | 0  | 0 | 21 — 13 | 13 |
| 2 | Чехія     | 5 | 2 | 1  | 1  | 1 | 20 — 14 | 9  |
| 3 | Швеція    | 5 | 3 | 0  | 0  | 2 | 23 — 16 | 9  |
| 4 | Швейцарія | 5 | 3 | 0  | 0  | 2 | 16 — 15 | 9  |
| 5 | Білорусь  | 5 | 0 | 0  | 3  | 2 | 13 — 18 | 3  |
| 6 | Данія     | 5 | 0 | 1  | 0  | 4 | 9 — 26  | 2  |

### Група F
| Дата      | Збірна    | Збірна    | Результат | Періоди         | Протокол                                                |
| --------- | --------- | --------- | --------- | --------------- | ------------------------------------------------------- |
| 8 травня  | Канада    | Норвегія  | 2:1       | (1:0, 0:1, 1:0) | Протокол [Архівовано 3 березня 2016 у Wayback Machine.] |
| 8 травня  | США       | Німеччина | 6:4       | (3:2, 1:1, 2:1) | Протокол [Архівовано 19 лютого 2014 у Wayback Machine.] |
| 9 травня  | Фінляндія | Латвія    | 2:1       | (0:1, 1:0, 1:0) | Протокол [Архівовано 19 лютого 2014 у Wayback Machine.] |
| 10 травня | Німеччина | Канада    | 1:10      | (0:4, 0:5, 1:1) | Протокол [Архівовано 19 лютого 2014 у Wayback Machine.] |
| 11 травня | Норвегія  | Латвія    | 1:4       | (1:2, 0:1, 0:1) | Протокол [Архівовано 19 лютого 2014 у Wayback Machine.] |
| 11 травня | Фінляндія | США       | 3:2       | (0:0, 0:2, 3:0) | Протокол [Архівовано 19 лютого 2014 у Wayback Machine.] |
| 12 травня | США       | Норвегія  | 9:1       | (3:0, 3:1, 3:0) | Протокол [Архівовано 19 лютого 2014 у Wayback Machine.] |
| 12 травня | Канада    | Фінляндія | 6:3       | (2:1, 2:0, 2:2) | Протокол [Архівовано 19 лютого 2014 у Wayback Machine.] |
| 12 травня | Латвія    | Німеччина | 3:5       | (1:1, 2:1, 0:3) | Протокол [Архівовано 19 лютого 2014 у Wayback Machine.] |

Підсумкова таблиця
| М | Збірна    | М | В | ВО | ПО | П | Ш       | О  |
| - | --------- | - | - | -- | -- | - | ------- | -- |
| 1 | Канада    | 5 | 5 | 0  | 0  | 0 | 30 — 9  | 15 |
| 2 | Фінляндія | 5 | 3 | 1  | 0  | 1 | 16 — 12 | 11 |
| 3 | США       | 5 | 3 | 0  | 0  | 2 | 25 — 13 | 9  |
| 4 | Норвегія  | 5 | 1 | 0  | 1  | 3 | 8 — 20  | 4  |
| 5 | Німеччина | 5 | 1 | 0  | 0  | 4 | 13 — 27 | 3  |
| 6 | Латвія    | 5 | 1 | 0  | 0  | 4 | 8 — 19  | 3  |

## Плей-оф

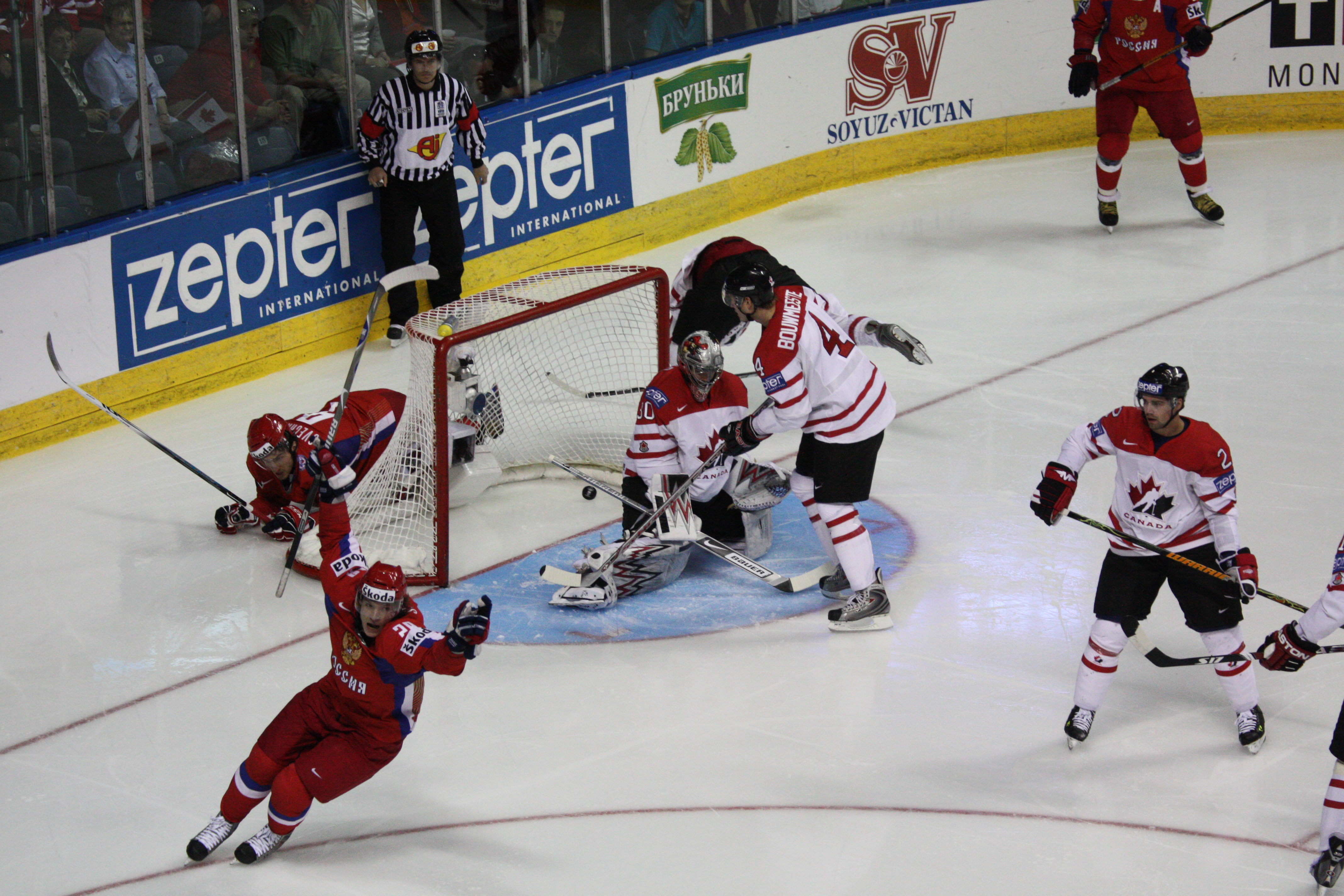
Росіянин Олександр Сьомін закидає переможну шайбу у фіналі

|  | Чвертьфінали | Чвертьфінали |        |        | Півфінали   | Півфінали   |  |  | Фінал | Фінал |
|  |              |              |        |        |             |             |  |  |       |       |
|  |              |              |        |        |             |             |  |  |       |       |
|  |              |              |        |        |             |             |  |  |       |       |
|  | Чехія        | 2            |        |        |             |             |  |  |       |       |
|  | Чехія        | 2            |        |        |             |             |  |  |       |       |
|  | Швеція       | 3            |        |        |             |             |  |  |       |       |
|  | Швеція       | 3            | Швеція | 4      |             |             |  |  |       |       |
|  |              |              | Швеція | 4      |             |             |  |  |       |       |
|  |              | Канада       | 5      |        |             |             |  |  |       |       |
|  | Норвегія     | Канада       | 5      | 2      |             |             |  |  |       |       |
|  | Норвегія     |              |        | 2      |             |             |  |  |       |       |
|  | Канада       | 8            |        |        |             |             |  |  |       |       |
|  | Канада       | 8            | Канада | 4      |             |             |  |  |       |       |
|  |              |              | Канада | 4      |             |             |  |  |       |       |
|  |              | Росія        | 5      |        |             |             |  |  |       |       |
|  | Росія        | Росія        | 5      | 6      |             |             |  |  |       |       |
|  | Росія        |              |        | 6      |             |             |  |  |       |       |
|  | Швейцарія    | 0            |        |        |             |             |  |  |       |       |
|  | Швейцарія    | 0            | Росія  | 4      | Третє місце | Третє місце |  |  |       |       |
|  |              |              | Росія  | 4      | Третє місце | Третє місце |  |  |       |       |
|  |              | Фінляндія    | 0      |        |             |             |  |  |       |       |
|  | США          | Фінляндія    | 0      | 2      | Фінляндія   | 4           |  |  |       |       |
|  | США          |              |        | 2      | Фінляндія   | 4           |  |  |       |       |
|  | Фінляндія    | 3            |        | Швеція | 0           |             |  |  |       |       |
|  | Фінляндія    | 3            |        |        | 0           |             |  |  |       |       |
|  |              |              |        |        |             |             |  |  |       |       |
|  |              |              |        |        |             |             |  |  |       |       |

| Дата              | Стадіон, місто                   |           |   |           | Результат                   | Глядачі | Протокол                                                |
| ----------------- | -------------------------------- | --------- | - | --------- | --------------------------- | ------- | ------------------------------------------------------- |
| Чвертьфінали      |                                  |           |   |           |                             |         |                                                         |
| 14 травня 2008    | «Колізей Пепсі», Квебек          | Чехія     | – | Швеція    | 2:3 ОТ (0:0, 1:1, 1:1, 0:1) | 9.787   | Протокол [Архівовано 19 лютого 2014 у Wayback Machine.] |
| 14 травня 2008    | «Галіфакс Метро Центр», Галіфакс | Норвегія  | – | Канада    | 2:8 (1:2, 1:3, 0:3)         | 9.192   | Протокол [Архівовано 19 лютого 2014 у Wayback Machine.] |
|                   |                                  |           |   |           |                             |         |                                                         |
| 14 травня 2008    | «Колізей Пепсі», Квебек          | Росія     | – | Швейцарія | 6:0 (3:0, 3:0, 0:0)         | 12.096  | Протокол [Архівовано 3 березня 2016 у Wayback Machine.] |
| 14 травня 2008    | «Галіфакс Метро Центр», Галіфакс | США       | – | Фінляндія | 2:3 ОТ (0:1, 0:1, 2:0, 0:1) | 9.176   | Протокол [Архівовано 19 лютого 2014 у Wayback Machine.] |
|                   |                                  |           |   |           |                             |         |                                                         |
|                   |                                  |           |   |           |                             |         |                                                         |
| Півфінали         |                                  |           |   |           |                             |         |                                                         |
| 16 травня 2008    | «Колізей Пепсі», Квебек          | Росія     | – | Фінляндія | 4:0 (1:0, 1:0, 2:0)         | 11.159  | Протокол [Архівовано 19 лютого 2014 у Wayback Machine.] |
| 16 травня 2008    | «Колізей Пепсі», Квебек          | Канада    | – | Швеція    | 5:4 (1:1, 4:2, 0:1)         | 13.026  | Протокол [Архівовано 19 лютого 2014 у Wayback Machine.] |
|                   |                                  |           |   |           |                             |         |                                                         |
|                   |                                  |           |   |           |                             |         |                                                         |
| Матч за 3-є місце |                                  |           |   |           |                             |         |                                                         |
| 17 травня 2008    | «Колізей Пепсі», Квебек          | Фінляндія | – | Швеція    | 4:0 (2:0, 0:0, 2:0)         | 12.009  | Протокол [Архівовано 19 лютого 2014 у Wayback Machine.] |
|                   |                                  |           |   |           |                             |         |                                                         |
|                   |                                  |           |   |           |                             |         |                                                         |
| Фінал             |                                  |           |   |           |                             |         |                                                         |
| 18 травня 2008    | «Колізей Пепсі», Квебек          | Канада    | – | Росія     | 4:5 ОТ (3:1, 1:1, 0:2, 0:1) | 13.339  | Протокол [Архівовано 19 лютого 2014 у Wayback Machine.] |

## Підсумкова таблиця і статистика
|    | Росія      |
|    | Канада     |
|    | Фінляндія  |
| 4  | Швеція     |
| 5  | Чехія      |
| 6  | США        |
| 7  | Швейцарія  |
| 8  | Норвегія   |
| 9  | Білорусь   |
| 10 | Німеччина  |
| 11 | Латвія     |
| 12 | Данія      |
| 13 | Словаччина |
| 14 | Франція    |
| 15 | Словенія   |
| 16 | Італія     |

### Найкращі бомбардири
Список десяти найкращих бомбардирів.

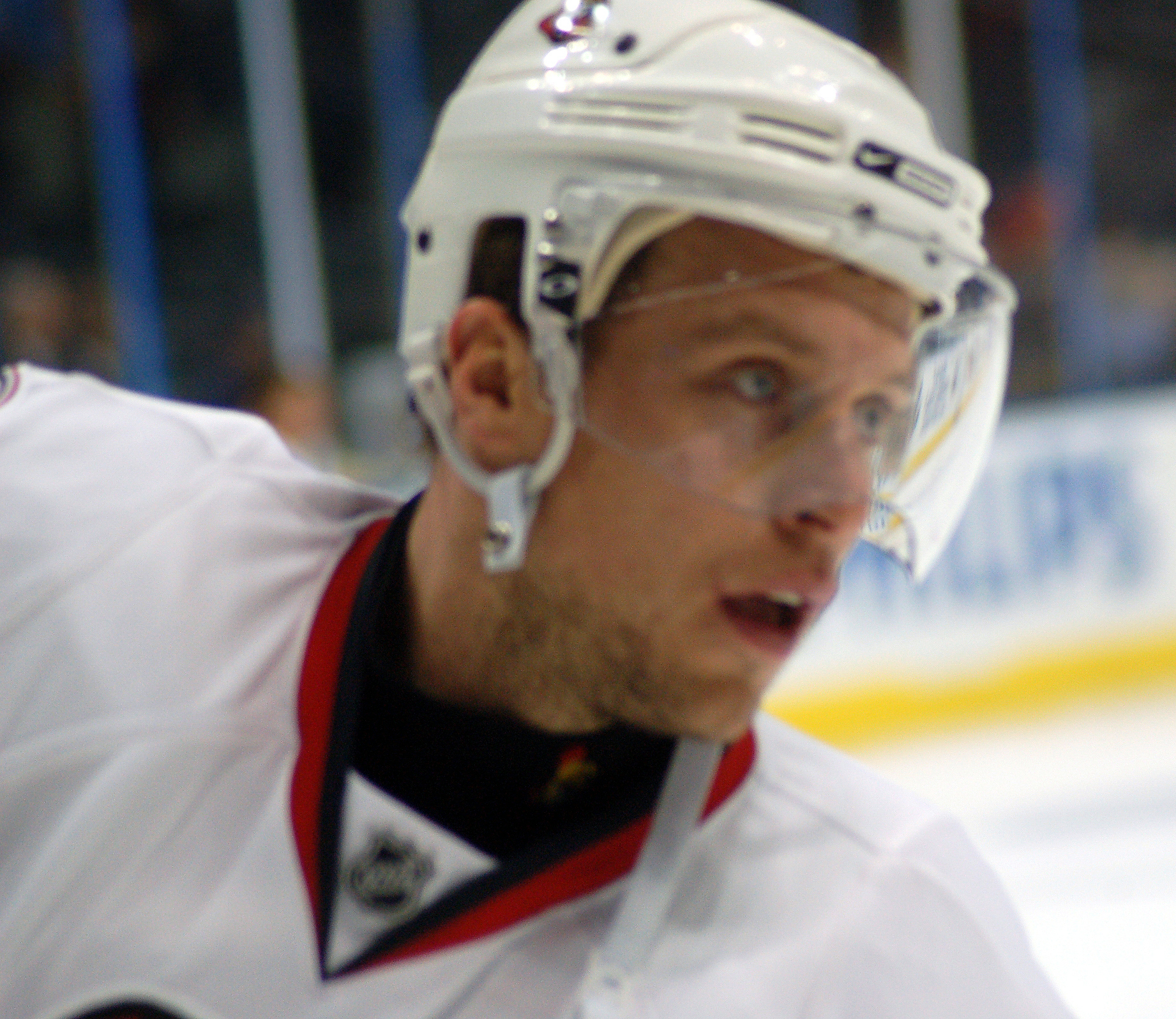
Дені Хітлі

| Гравець            | М | Г  | П  | О  | +/− | ШХ |
| ------------------ | - | -- | -- | -- | --- | -- |
| Дені Хітлі         | 9 | 12 | 8  | 20 | +13 | 4  |
| Раєн Гецлаф        | 9 | 3  | 11 | 14 | +10 | 10 |
| Рік Неш            | 9 | 6  | 7  | 13 | +9  | 6  |
| Олександр Сьомін   | 9 | 6  | 7  | 13 | +11 | 8  |
| Маттіас Вейнгандль | 9 | 5  | 8  | 13 | +9  | 2  |
| Олександр Овечкін  | 9 | 6  | 6  | 12 | +11 | 8  |
| Сергій Федоров     | 9 | 5  | 7  | 12 | +10 | 8  |
| Майк Грін          | 9 | 4  | 8  | 12 | +2  | 2  |
| Філ Кессел         | 7 | 6  | 4  | 10 | +4  | 6  |
| Дерек Рой          | 9 | 5  | 5  | 10 | +4  | 6  |

### Найкращі воротарі
Список п'яти найращих воротарів, сортованих за відсотком відбитих кидків. У список включені лише ті гравці, які провели щонайменш 40 % хвилин.
| Гравець         | ЧНЛ    | К   | ГП | СП   | %ВК   | ША |
| --------------- | ------ | --- | -- | ---- | ----- | -- |
| Роберт Еш       | 198:03 | 102 | 7  | 2.12 | 93.14 | 0  |
| Євген Набоков   | 302:42 | 126 | 9  | 1.78 | 92.86 | 2  |
| Паскаль Леклер  | 240:00 | 107 | 8  | 2.00 | 92.52 | 1  |
| Ніклас Бекстрем | 483:22 | 218 | 17 | 2.11 | 92.20 | 1  |
| Віталій Коваль  | 370:49 | 217 | 19 | 3.07 | 91.24 | 0  |

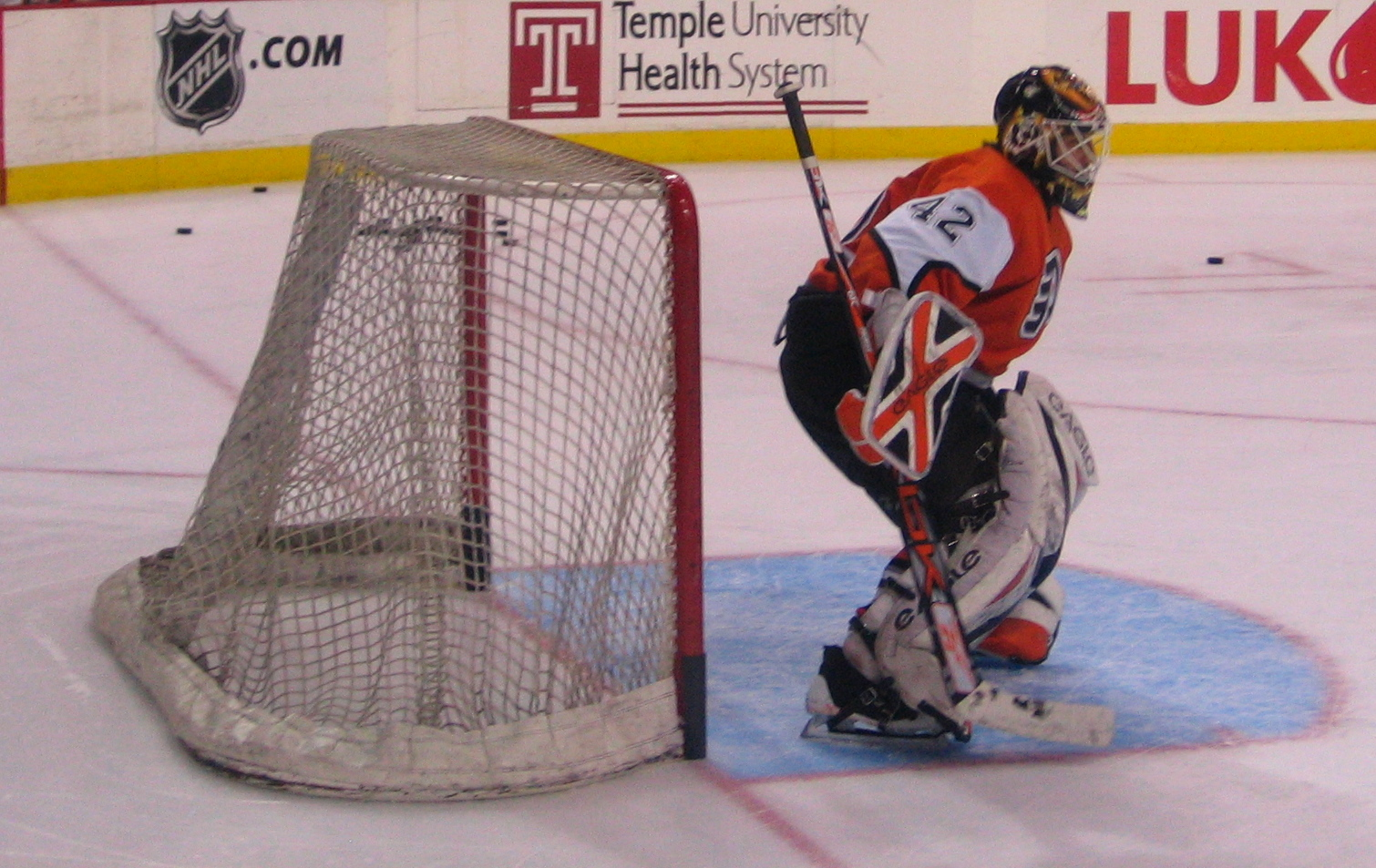
Роберт Еш

ЧНЛ = часу на льоду (хвилини: секунди); КП = кидки; ГП = голів пропушено; СП = Середня кількість пропущених шайб; %ВК = відбитих кидків (у %); ША = шатаути

## Найкращі гравці чемпіонату світу
Найкращими гравцями були обрані (Директорат турніру):
Воротар  Євген Набоков
Захисник  Брент Барнс
Нападник  Дені Хітлі
Найкращі гравці за версією журналістів:
Воротар  Євген Набоков
Захисники  Майк Грін —  Томаш Каберле
Нападники  Рік Неш —  Дені Хітлі —  Олександр Овечкін
Найцінніший гравець Дені Хітлі

### Найкращі гравці століття
На честь століття ІІХФ була названа символічна збірна століття:
Воротар  Владислав Третьяк
Захисники  В'ячеслав Фетісов —  Бер'є Сальмінг
Нападники  Валерій Харламов —  Сергій Макаров —  Вейн Грецкі